# نيدرا العيادي
نيدرا العيادي هي ممثلة فرنسية ولدت في فرنسا لعائلة تونسية، · . شاركت في مسلسل المتوازيات.

## روابط خارجية
- نيدرا العيادي على موقع IMDb (الإنجليزية)
- نيدرا العيادي على موقع قاعدة بيانات الأفلام العربية
- نيدرا العيادي على موقع ألو سيني (الفرنسية)
- نيدرا العيادي على موقع قاعدة بيانات الفيلم (الإنجليزية)